# ایرج رستمی
ایرج رستمی (۱۳۱۶ – ۱۳۸۵) بازیگر سینما اهل ایران بود.

## سینما

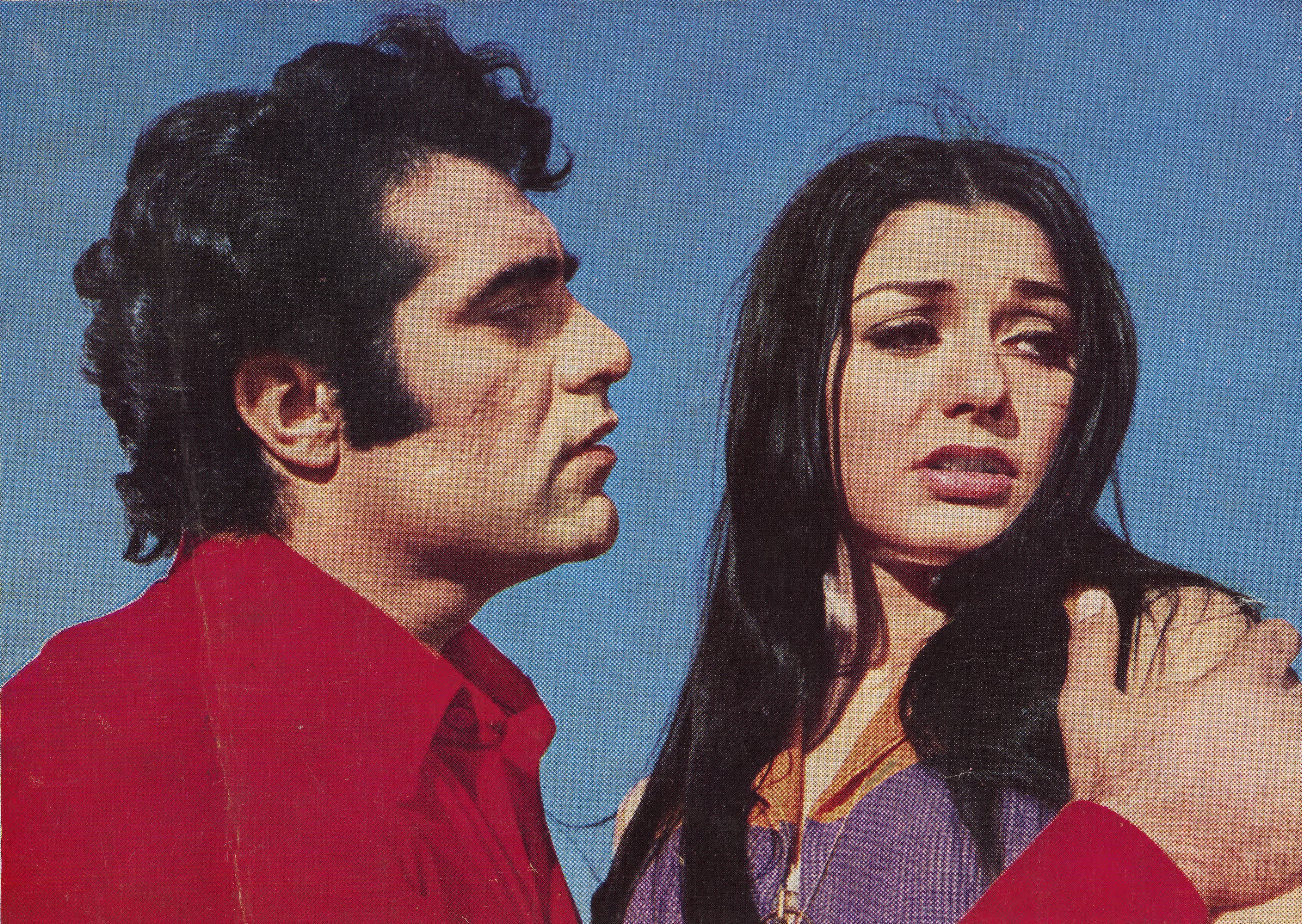
با گوگوش در فیلم احساس داغ

- فرشته نجات (۱۳۵۱)
- احساس داغ (۱۳۵۰)
- مردافکن (۱۳۵۰)
- مرد هزار لبخند (۱۳۵۰)
- معرکه (۱۳۵۰)
- آفتاب مهتاب (۱۳۴۹)
- سفر پرماجرا (۱۳۴۹)
- تهران می‌رقصد (۱۳۴۸)
- قاتلین هم می‌گریند (۱۳۴۸)
- کاسب‌های محل (۱۳۴۸)
- شعله‌های خشم (۱۳۴۷)
- قمارباز (۱۳۴۷)
- دروازه تقدیر (۱۳۴۶)
- کلید بهشت (۱۳۴۵)